# Agromaior
Agromaior (llamada oficialmente Agro Maior) es un lugar situado en la parroquia de León, del municipio español de Villamarín, en la provincia de Orense, Galicia.

## Demografía
| Gráfica de evolución demográfica de Agromaior entre 2000 y 2023 |
|                                                                 |
| Datos según el nomenclátor publicado por el INE.                |